# Yasutoshi Nishimura
Pour les articles homonymes, voir Nishimura.
Yasutoshi Nishimura (西村 康稔, Nishimura Yasutoshi), né le 15 octobre 1962, est un homme politique japonais du parti libéral-démocrate  (PLD), membre de la Chambre des représentants du Japon à la Diète.

## Biographie

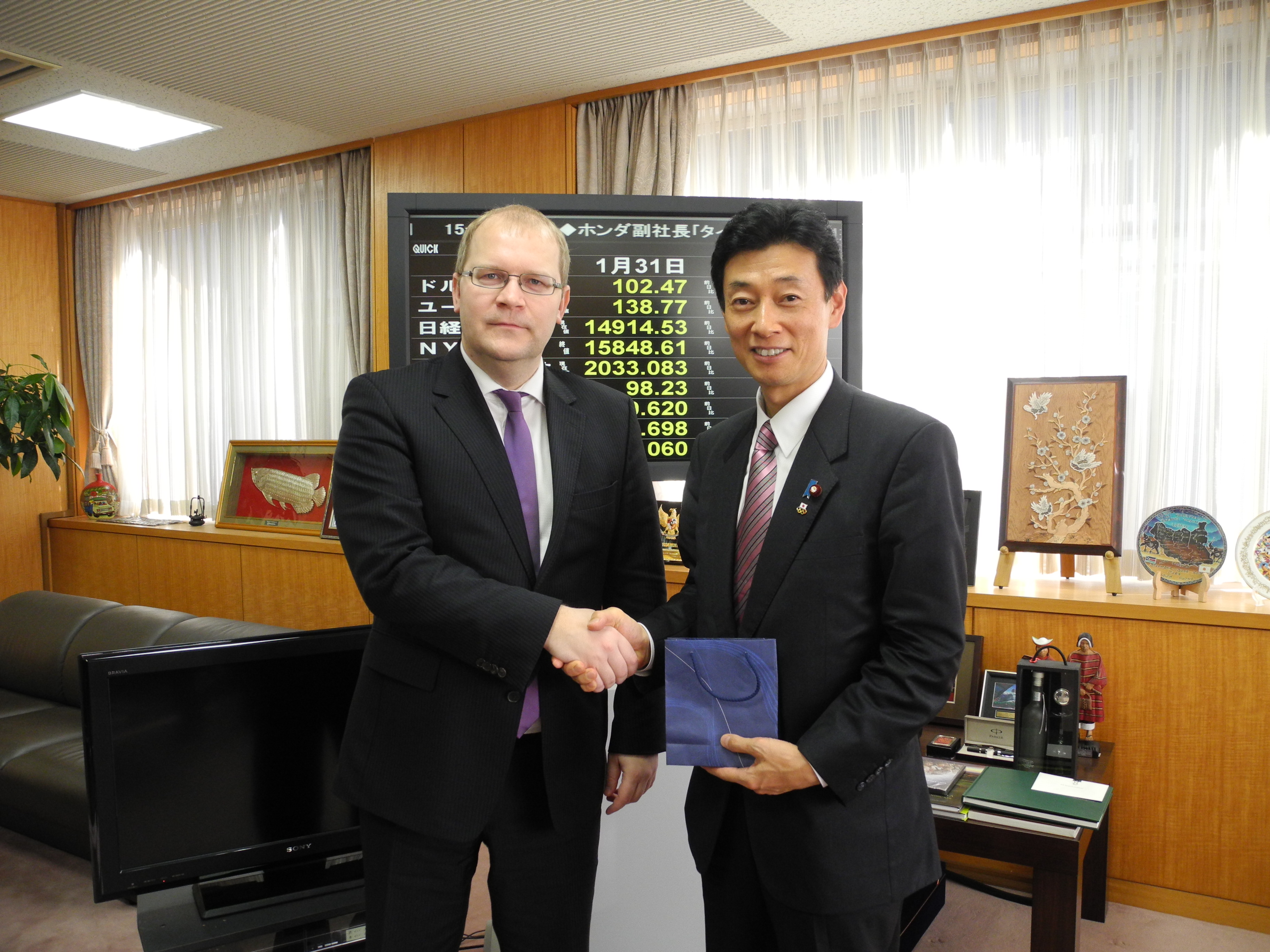
Nishimura avec Urmas Paet (31 janvier 2014)

Nishimura rejoint le ministère du Commerce international et de l'Industrie en 1985, fréquentant l'Université du Maryland pendant son mandat. En 2003, il est élu pour la première fois en tant qu'indépendant  après s'être présenté sans succès en 2000. Il rejoint ensuite le PLD.
Nishimura se présente aux élections présidentielles du PLD qui ont lieu le 28 septembre 2009, mais Sadakazu Tanigaki est élu.
Nishimura est également  directeur par intérim de la Division des terres, des infrastructures et des transports du PLD, secrétaire parlementaire aux affaires étrangères (Cabinet Fukuda), vice-président du Conseil de recherche sur les politiques du PLD, ministre de l'Économie, du Commerce et de l'Industrie du cabinet fantôme du PLD, vice-ministre principal du Cabinet Office.
Il fait partie des partisans d'une militarisation accrue du Japon. Il appelle les États-Unis et les régimes alliés à un  «nouvel ordre mondial»  pour s'opposer aux « pays autoritaires [qui] ont accumulé un pouvoir énorme, tant sur le plan économique que militaire ».
Le 13 décembre 2023, Yasutoshi Nishimura démissionne de son poste de ministre de l'Économie, du Commerce et de l'Industrie, à la suite d'un scandale impliquant des pots-de-vin présumés au sein du Parti libéral-démocrate au pouvoir.